# 긴다이치 고스케
긴다이치 고스케(金田一耕助 きんだいち こうすけ[*]), 또는 김경서 (金耕助)는 일본인 소설가 요코미조 세이시의 추리소설에 등장하는 가상의 탐정이다. 더벅머리에 중절모를 쓰고, 기성용 하카마를 입으며 게다를 신은 모습이 인상적이다. 만화《소년탐정 김전일(긴다이치 소년의 사건부)》의 주인공 김전일(일본어: 金田一 一 긴다이치 하지메[*])은 긴다이치 코스케,김경서의 손자로 설정되어있다.

## 인물

### 용모
신장은 5자 4치(163.6 cm 정도)에 체중은 14관(52.5 kg 정도)라고 한다. 분위기는 박쥐를 닮아 있다고 하며, 평범한 얼굴을 하고 있다. 체격이 빈약해 열등감에 사로잡힌 모습의 묘사가 작품 중에 많이 눈에 띈다.《혼진살인사건》에서는 앨런 A. 밀튼의《붉은 저택의 비밀》에 등장하는 신입탐정 토니 질링엄과 닮아 있다.
들고 다니는 것은 트렁크라는 이미지가 강하지만, 원작에서는 "보스턴 백"과 간략히 "가방"으로 표기하고 있어 구체적으로 트렁크인지 아닌지 지정되어 있지 않다. 단,《옥문도》에서는 귀환하는 병사처럼 잡낭을 가지고 있었다. 또, 킨다이치 시리즈의 데뷔작《혼징살인사건》과《흑묘정사건》등의 초기작품과 마지막 작품인《병원 비탈길에 목 매달아 죽은이의 집》에서는 등나무로 된 지팡이를 들고 있었다..

### 언동
흥분하면 새집과 같은 더벅머리를 긁으면서 말을 더듬기 시작한다. 단, 원작에서는 영화, 드라마에서처럼 머리를 긁으면 비듬이 많이 떨어지는 묘사는 하고 있지 않다. 또, 무언가 중요한 실마리를 발견했을 경우에는 휘파람을 부는 것 같이 입을 오므라뜨리거나 한다. 실제 휘파람을 부는 버릇을 가지고 있다.
언제나 졸린 것처럼 눈을 게슴츠레 뜨고 있지만, 사건에 말려 그 일에 강한 흥미를 가지면 진지한 눈빛으로 변해있다.
발언도 보통 때에는 건성으로 말을 하고, 대개 범인이나 등장인물의 행동이 거기에 이르게 된 정황에 대한 고뇌를 고려해 연민의 정을 나타내는 말투로 대하지만, 범인의 동기와 관계자가 현저히 비사회적, 비인도적이며 교활하고 독선적인 경우에는 보다 강하고 엄한 발언과 비판을 쏟아낸다.
사건이 해결되면, 매우 흥미를 끌었던 목표가 사라짐에 따라 허탈감이나 우울증에 빠져 훌쩍 여행을 떠난다.

### 취미·기호
취미는 영화와 《가면무도회》등에서의 회화감상, 《여왕벌》,《유령극장》에서의 가부키 감상이다. 스포츠 쪽은 서툴러《가면무도회》에서 골프를 권할 때, "운동 문외한"이라고 발언하고 있다. 하지만, 배의 노젓기와 도호쿠 출신인 까닭에 스키가 특기이다.
골초라서 언제나 재떨이에는 담배꽁초가 산처럼 수북이 쌓여있다. 담배 브랜드로는〈피스(PEACE)〉와〈호프(HOPE)〉를 선호한다. 킨다이치 시리즈의 작가 요코미조 세이시는 호프를 태웠다. 태평양 전쟁 전에는 사건인《혼징살인사건》에서는〈체리(CHERRY)〉를 태웠다.
술은 그다지 잘 마시는 편은 아니지만, 못 하지는 않는다. 《호수바닥의 진흙》,《악마의 공놀이 노래》에서 이소카와 경부와 식사를 하면서 2, 3병정도의 맥주를 마셨다.《백과 흑》에서는 도도로키 경부와 가는 술집인 단골 클럽 "스리 X"가 있다. 또,《병원 비탈길에 목 매달아 죽은이의 집》에서는 친구 가자마 슌로쿠의 애인이 경영하는 "클럽 KKK"가 있다고는 하지만, "클럽 KKK"는 클럽의 경호원이며 긴다이치의 하수인인 다몬 슈에게 정탐을 의뢰하거나 정보를 수집하러 가는 것이 대부분인 것 같다.
식사는 미국에서 귀국한 후 양식으로 바뀌었다. 토스트에 계란과 우유를 중심으로 한 식단이다. 그 외에도 샐러드와 과일, 아스파라거스 통조림 등을 즐겨 먹는다. 소식을 하며, 식사 장면에서 폭식을 하는 도도로키 경부와 대조적으로 묘사되어 있다.

### 명명
요코미조 세이시의 수필《긴다이치 코스케 탄생기》에 의하면, 긴다이치 코스케의 풍체는 극작가 기쿠타 가즈오를 모델로 했으며, 이름은 "기쿠타이치○○(菊田一○○)"로 하려고 했다고 한다. 하지만, 기쿠타 가즈오에 실례라는 생각에 그만두었다고 한다.
그래서 요코미조 세이시는 오카야마로 피난 가기전에 살았던 도쿄 기치조지에서 도나리구미를 했던 어문학자 긴다이치 쿄스케의 동생 긴다이치 야스조의 문패를 본 일을 떠올려 “키쿠타이치(菊田一),국전일”에서 “김전일(金田一)”로 바꾸었다. 이름 역시 “경서(京助)”를 “경서(耕助)”로 바꾸어 명명했다. 또, 김전일경서의 버릇인 머리를 긁는 습관은 요조미조 세이시 자신의 버릇을 과장한 것이라고 한다.

### 가족·지인
《가면무도회》중의 대사에서 볼 때, 긴다이치 코스케의 양친은 모두 긴다이치 코스케가 탐정사무소를 개업하기 전에 사별한 것 같다.
생애는 홀로 산 것 같지만, 작품 중에 긴다이치 코스케가 맘에 둔 여성은 두 사람이다.《옥문도》의 기토 사나에,《여괴물》의 모치다 니지코이다.

## 같이 보기
- 아케치 고고로